# No More "I Love You"s
No more “I love you”s is een lied geschreven door Joseph Hughes en David Freeman, leden van de muziekgroep The Lover Speaks. Het werd uiteindelijk een hit voor Annie Lennox.

## The Lover Speaks
De Amerikaanse muziekgroep The Lover Speaks had er maar een klein hitje mee. Alhoewel de single de debuutsingle van die band was, hadden de schrijvers Freeman en Hughes al eerder muziek uitgebracht, maar dan als punkband The Flys. The Lover Speaks kwam slechts tot een handvol singles en één album. Geen daarvan wist de Nederlandse dan wel Belgische hitparades te bereiken. No more “I love you”s in new wavestijl haalde echter wel de UK Singles Chart, in acht weken tijd bereikte de single de 58e plaats.

## Annie Lennox
Freeman en Hughes konden echter een tiental jaar later flink wat royalty's bijschrijven toen Annie Lennox haar versie uitbracht. Het was de eerste single, die afkomstig was van haar album Medusa. Lennox' versie werd een hit(je) in diverse landen. Lennox wijzigde de tekst enigszins en voorzag het van een achtergrondkoortje. De hit werd in 1995 onderscheiden met een Grammy Award in de categorie "Best Female Pop Vocal Performance". Later was de uitvoering van Lennox te horen in de televisieseries The Sopranos en Hindsight. De bijbehorende video werd geregisseerd door Joe Dyser en liet Lennox zien, dansend met trangender ballerinas in een eerbetoon aan Les Ballets Trockadero de Monte Carlo. In de video was ook Jake Caruso te zien. De video werd genomineerd voor de MTV-Award voor Best Female Video.
De single kwam in diverse uitvoeringen op de markt, steeds aangevuld met andere B-kanten.

## Hitnotering
In het Verenigd Koninkrijk scoorde Lennox een nummer 2 plaats in de UK Singles Chart, waarin het plaatje twaalf weken stond. In Nederland en BeLgië liep het niet zo’n vaart.

### Nederlandse Top 40
| Positie: | 31 | 26 | 23 | 32 | uit |

### NederlandseTop 50
| Positie: | 34 | 22 | 17 | 17 | 24 | 35 | uit |

### BelgischeBRT Top 30
| Positie: | 26 | 21 | 17 | 30 | uit |

### VlaamseUltratop 50
| Positie: | 50 | 39 | 28 | 27 | 43 | uit |

### NPO Radio 2 Top 2000
No More "I Love You's" (Annie Lennox) stond alleen in 2010 in de NPO Radio 2 Top 2000, op plek 1739.

## Andere versies
Andere artiesten, waaronder de The Flying Pickets, coverden het lied, daarbij gebruikmaken van of het origineel, of de versie van Lennox of een mengeling van beide. Geen daarvan kon het succes van het origineel of Lennox evenaren. Nicki Minaj gebruikte alleen een sample voor Your love.